# Памятник труженикам тыла (Омск)
Памятник труженикам тыла — памятник в городе Омске.

## История
Одним из инициаторов установки памятника труженикам тыла был житель Омска — И. Н. Лебедев, трудившийся в годы Великой Отечественной войны в тылу. В 2004 году он обратился к губернатору Омской области с просьбой установить в городе такой монумент. Только в 2008 году было принято решение об установке памятника, и в 2009 году Министерство культуры Омской области провело конкурс, который выиграли скульптор С. Норышев и архитектор И. Вахитов. На осуществление этого проекта потребовалось 18 миллионов рублей, большую часть пожертвований — около 10 миллионов рублей — внесли крупные промышленные предприятия города; остальную сумму внесли организации и простые омичи.
Памятник был установлен в 2010 году, к 65-летию Великой Победы, на пересечении улиц Богдана Хмельницкого и Лизы Чайкиной, в центре Октябрьского округа Омска. В церемонии открытия монумента приняли участие труженики тыла, ветераны Великой Отечественной войны, работники омских заводов, представители законодательной и исполнительной власти, общественных и молодёжных организаций, а также учащиеся кадетского корпуса и служащие 242-го учебного центра воздушно-десантных войск. На церемонии выступил Губернатор Омской области Л. К. Полежаев, который сказал:

«Мы с вами открываем монумент, символизирующий дань памяти подвигу, свершенному нашими земляками в те далекие годы. Этот памятник нужен как напоминание о том великом самопожертвовании, той вере, которой были наполнены люди в военное время. Памятник нужен нынешним и будущим поколениям, чтобы они не могли и не имели права быть мельче верой и духом живших в те годы людей».

## Описание
Монумент имеет внушительные размеры: высота более 10 метров и свыше 13 метров в длину. Выполнен из бетона и меди. Общий вес композиции составляет более 80 тонн. В основание памятника заложили капсулу с посланием, которая будет вскрыта в 2045 году в день 100-летия Победы.
Скульптурная группа памятника представляет собой девять фигур тружеников тыла Великой Отечественной войны: рабочих военных заводов; колхозников; медиков тыловых госпиталей; женщин, проводивших на фронт мужей, а также детей, заменивших на производстве и в поле ушедших воевать отцов и старших братьев. Четыре основные фигуры: медсестра, крестьянин и двое рабочих — мужчина и женщина, расположены со стороны улицы Богдана Хмельницкого. Со стороны парка имени 30-летия ВЛКСМ — ещё пять фигур: мальчик-пастух, мать с ребёнком, девочка с колосками хлеба и крестьянка.
Монумент представляет собой часть мемориала на площади, выложенной тротуарной плиткой. Расположен на небольшом холме, огороженном бордюром, облицованным плиткой. С площади по холму к монументу ведёт каменная лестница. На лицевой части постамента из специального бетона, на котором установлен памятник, имеется надпись: «Омичам − труженикам тыла Великой Отечественной войны 1941−1945 годов».
На аллее площади, ведущей к лестнице памятника, были сооружены шесть каменных тумб, на которые в 2016 году были установлены памятные доски с перечнем предприятий и организаций внесших вклад в победу Великой Отечественной войны, в том числе удостоенных государственных наград. На двух досках перечислен вклад трудящихся Омской области и города Омска во время войны.